# Zakrzewo (gmina, Couïavie-Poméranie)
Zakrzewo est une gmina rurale du powiat de Aleksandrów Kujawski, Couïavie-Poméranie, dans le centre-nord de la Pologne. Son siège est le village de Zakrzewo, qui se situe environ 13 km au sud-ouest d'Aleksandrów Kujawski et 30 km au sud de Toruń.
La gmina couvre une superficie de 76,08 km2 pour une population de 3 661 habitants.

## Géographie
La gmina inclut les villages de Bachorza, Gęsin, Gosławice, Kobielice, Kolonia Bodzanowska, Kuczkowo, Lepsze, Michałowo, Sędzin, Sędzin-Kolonia, Seroczki, Siniarzewo, Sinki, Ujma Duża, Wola Bachorna, Zakrzewo et Zarębowo.
La gmina borde les gminy de Bądkowo, Dąbrowa Biskupia, Dobre, Koneck et Osięciny.